# Oberea perspicillata
Oberea perspicillata är en skalbaggsart som beskrevs av Samuel Stehman Haldeman 1847. Oberea perspicillata ingår i släktet Oberea och familjen långhorningar. Inga underarter finns listade i Catalogue of Life.